# Gangs '92
Pour plus de détails, voir Fiche technique et Distribution.
Gangs '92 (童黨之街頭霸王, Tong dang: Jie tou ba wang) est un film d'action hongkongais réalisé par Dick Cho et sorti en 1992 à Hong Kong. Il raconte l'histoire d'un riche héritier (Aaron Kwok) qui se lie d'amitié avec un groupe de jeunes voyous et les aide à revenir dans le droit chemin. 
Il totalise 6 669 607 HK$ de recettes à Hong Kong. Bien que distribué à l'origine par Newport Entertainment, c'est aujourd'hui Golden Sun Films Distribution qui en détient les droits de distribution dans le monde entier.

## Synopsis
Lone (Leung Sap-yat), Tung (Ricky Ho), Pig Kidney (Tse Wai-kit) et May (Winnie Lau (en)) forment un groupe de voyous du quartier de Kam Tin (en) dans les Nouveaux Territoires. Lone, Tung et Pig Kidney passent leurs journées dans un casino de leur village pendant que May travaille au bar de son père où elle vole les clients du poker. Un jour, ils dérobent le téléphone portable d'un agent d'assurance dans un parking. Dans la soirée, ils traînent dans une arcade où May joue à Street Fighter avec Sam (Aaron Kwok), un riche héritier. Pig Kidney remarque le portefeuille Louis Vuitton de Sam et Lone lui vole discrètement. Alors que la bande quitte la salle d'arcade, ils sont arrêtés à l'extérieur par deux policiers qui les fouillent, trouvent le portefeuille et les arrêtent. Sam remarque que son portefeuille a été volé, attrape Tung, qui était toujours à l'intérieur de la salle arcade, et l'escorte à l'extérieur où il suit les autres au poste de police. Sam fait sa déclaration pendant que le groupe rencontre Fat Mum (Maria Cordero), une policière qu'ils connaissent bien qui les réprimande pour leurs actions. Fat Mum supplie son supérieur de laisser partir les jeunes et Sam affirme dans sa déclaration qu'ils l'ont aidé à retrouver son portefeuille.
Les délinquants invitent Sam à dîner pour s'excuser et le remercier. Au restaurant, ils rencontrent l'agent d'assurance dont ils ont volé le téléphone portable. Sam les aide à régler le problème en donnant 20 000 HK$ à l'agent d'assurance, qui laisse les jeunes partir et Lone promet de rembourser l'argent à Sam dès le lendemain. Afin d'obtenir la somme, Tung demande à sa grand-tante de lui prêter de l'argent. Elle pleure et prétend que les jeunes lui extorquent des frais de protection faisant venir les autres voisins qui les chassent.
Pendant ce temps, Sam s'apprête à partir étudier à l'étranger à Los Angeles. Les jeunes, qui sont incapables d'obtenir l'argent pour rembourser Sam, sont curieux de connaître l'identité de Sam et d'où il tire tout son argent. May élabore alors un plan pour que le groupe extorque de l'argent à Sam. Le lendemain, ils retrouvent Sam à la salle d'arcade avant de passer du temps dans un karaoké. Sur place, une négociation entre Fu Tin-hang (Karel Yeung) et un chef de triades rival dégénère, Fu tue son rival et déclenche une violente rixe. Pendant l'échauffourée, Pig Kidney remarque l'agent de police Fong (Lung Fong) qui laisse partir Fu avant d'arrêter tout le monde dans le karaoké, y compris les jeunes. Au poste de police, Pig Kidney raconte à Fat Mum ce qu'il a vu. Les enfants sont ensuite libérés grâce aux avocats de Sam.
Le lendemain, Sam traîne avec les jeunes à un barbecue à Kam Tin et Sam est reconnaissant d'avoir des amis comme eux. Il leur parle également de son projet d'aller étudier la biochimie aux États-Unis, ce dont ils se moquent car ils pensent qu'il appartient à une puissante famille de triades tandis que Lone lui dit qu'il veut que Sam les aide à démarrer un casino, mais Sam lui suggère de démarrer un cabinet d'affaires juridiques à la place.
Plus tard, Sam invente une farce pour faire croire aux jeunes qu'ils est un trafiquant de cocaïne. May rentre dans le jeu de Sam et les trois sont horrifiés avant de découvrir la vérité. Ensuite, Sam offre des vêtements aux jeunes dans son manoir en guise de souvenirs avant de partir étudier à l'étranger, bien que Lone refuse et reste contrarié par la farce de Sam. Pig Kidney vole également deux montres au manoir de Sam avant de partir.
Les jeunes mettent en gage l'une des montres d'un casino de Kam Tin où ils gagnent gros. Sur les conseils d'un voisin, le frère Neuf (Wong Hung), les jeunes se rendent dans un plus grand terrain de jeu à l'extérieur de leur village, appartenant au chef de la triade Frère Kong (Lam Wai). Ils mettent en gage la même montre à Kong et le subordonné de Kong reprend le casino pour le reste de la journée. Après avoir de nouveau gagné, les jeunes demandent à Fu à reprendre la montre. Lorsque Fu refuse de la rendre, Pig Kidney met le feu et prend May en otage, forçant les jeunes à lui payer 500 000 HK$ avant deux heures pour les dommages qu'ils ont causés.
N'ayant nulle part où aller, ils implorent Sam de les aider. Sam remet ensuite 500 000 HK$ en espèces à Fu, qui refuse de laisser partir May jusqu'à l'arrivée de Kong. Quand Kong crie sur Fu pour son comportement, ce-dernier le tue et oblige ensuite l'agent Fong à inculper Sam et les jeunes pour ce meurtre. Maintenant qu'ils sont des criminels recherchés, les jeunes appellent Fat Mum pour obtenir de l'aide. Lors d'une attaque de Fu et de son acolyte, Pig Kidney, Tung, Fat Mum et son subordonné, Little Wah (Chin Shih-erh) sont tués.
Sam, Lone et May sont déterminés à se venger de Fu. Sam passe un appel à l'officier Fong et le rencontre pour lui révéler où se cache Fu. Sam, Lone et May arrivent à Sha Tin où Sam plante une des voitures des hommes de main de Fu dans une colline avant de se battre avec Fu et le reste de sa bande. Sam attrape finalement Fu et le force à avouer ses crimes sur une bande magnétique. Fong arrive ensuite avec un fusil de chasse et tire sur Lone et Fu et tue ce-dernier. Il tente ensuite de tuer Sam et May jusqu'à ce que Sam accroche une corde autour du cou de Fong et le tue en le pendant.

## Fiche technique
- Titre original : 童黨之街頭霸王
- Titre international : Gangs '92
- Réalisation : Dick Cho
- Scénario : Law Kam-fai et Lee Man-choi
- Musique : Tang Siu-lam
- Photographie : Gary Ho
- Montage : Robert Choi
- Production : Jimmy Law et Benny Chan
- Société de production : Suen Woo Film Productions
- Société de distribution : Golden Princess Film Production
- Pays d'origine :  Hong Kong
- Langue : cantonais
- Genre : action et film de gangsters
- Durée : 93 minutes
- Date de sortie :
  -  Hong Kong : 7 mars 1992

## Distribution
- Aaron Kwok : Sam Lam
- Winnie Lau (en) : May/Crazy Chicken
- Karel Wong : Fu Tin-hang
- Ricky Ho : Tung
- Leung Sap-yat : Tang Lone/Lantern
- Tse Wai-kit : Pig Kidney
- Maria Cordero : Fat Mum
- Lung Fong : l'officier Fong
- Lam Wai : Frère Kong
- Chin Shih-erh : Little Wah
- Victor Hon : Oncle Ken
- Kwai Chung : un gangster
- Ng Kwok-kin : le supérieur de Fat Mum
- Lam Chung : le père de Sam
- Chue Sing-choi : la mère de Sam
- Chan Yiu-kwong
- James Ha : un homme de main de Fu
- Nicky Li : un policier
- Chan Tat-kwong : un homme de main de Fu
- Wilson Yip : un policier
- So Hing-nin
- Garry Chan : le père de May
- Wong Hung : Frère Neuf
- Hau Woon-ling : la grand-tante de Tung
- Fei Pak : un policier
- Kent Chow : un serveur
- Wai Nai-yip : un voyou
- Benny Lai
- Ko Shut-fung
- Hon Chun
- Chun Kwai-bo
- Yu Ngai-ho